# 益尾知佐子
益尾 知佐子（ますお ちさこ、1974年 - ）は、日本にベースを置く国際政治学者。専門は、中国をめぐる国際関係・中国の政治外交。学位は、博士（学術）。九州大学教授。

## 人物
佐賀県生まれ、福岡県出身。小倉高校在学中にアメリカに交換留学。東京大学在学中に北京大学に交換留学。東京大学総合文化研究科で博士号。ハーバード大学名誉教授エズラ・F・ヴォーゲル研究助手などを経て、2008年10月より九州大学比較社会文化研究院准教授。教育面では地球社会統合科学府（大学院）、共創学部を担当。

## 経歴
学歴
- 1993年　東京大学 教養学部 文科II類入学
- 1998年　東京大学教養学部教養学科第三国際関係論コース卒業[2]
- 2000年　東京大学大学院総合文化研究科国際社会科学 修士課程修了
- 2005年　東京大学大学院総合文化研究科国際社会科学 博士課程単位取得満期退学
- 2008年　東京大学より博士（学術）授与（博士論文：「中国における『独立自主の対外政策』の形成　――毛沢東時代から改革開放へ」）

研究歴
- 2000年　日本学術振興会特別研究員（DC1、東京大学）
- 2003年　日本国際問題研究所研究員（中国・朝鮮半島担当）
- 2004年　ハーバード大学名誉教授エズラ・F・ヴォーゲル研究助手
- 2005年　日本学術振興会海外特別研究員（ハーバード大学）
- 2007年　日本学術振興会特別研究員（PD、早稲田大学）
- 2007年　早稲田大学アジア研究機構現代中国研究所講師（兼・人間文化研究機構地域研究推進センター研究員）
- 2008年　九州大学比較社会文化研究院准教授
- 2014年　ハーバード大学イエンチン研究所 協働研究学者
- 2019年　中国社会科学院亜太与全球戦略研究院訪問学者
- 2019年　外交学院（中国）訪問学者

## 受賞歴
- 2003年 第1回優秀論文賞（アジア政経学会）
- 2010年 東京大学出版会刊行助成賞（現・東京大学南原繁記念出版賞）
- 2021年 中曽根康弘賞（中曽根康弘世界平和研究所）[3]

## 著作
単著
- 『中国政治外交の転換点　――改革開放と「独立自主の対外政策」』東京大学出版会、2010年
- 『中国の行動原理：国内潮流が決める国際関係』中公新書、2019年

共著
- 『中国外交の世界戦略　――日・米・アジアとの攻防30年』明石書店、2011年（趙宏偉・青山瑠妙・三船恵美と）
- 『中国外交史』東京大学出版会、2017年（青山瑠妙・三船恵美・趙宏偉と）

翻訳
- エズラ・F・ヴォーゲル『日中関係史　――1500年の交流から読むアジアの未来』日本経済新聞出版社、2019年
- エズラ・F・ヴォーゲル『現代中国の父　鄧小平』上下巻、日本経済新聞出版社、2013年（杉本孝との共訳）

連載
- 「天遠地方」『国際貿易』(日本国際貿易促進協会) 2018年−
- 「中国動態」『週刊東京経済』2020年−

## 出演
- 深層NEWS （BS日テレ）[4]